# Roblox
Ne doit pas être confondu avec Roblog.
 (mars 2018).
Si vous disposez d'ouvrages ou d'articles de référence ou si vous connaissez des sites web de qualité traitant du thème abordé ici, merci de compléter l'article en donnant les références utiles à sa vérifiabilité et en les liant à la section « Notes et références ».
Roblox est une plateforme de jeux vidéo en ligne et de système de création de jeux vidéo, créée par Erik Cassel et David Baszucki, sortie en 2004 en version bêta et en version finale en 2005. 
Roblox est un jeu de type sandbox. L'objectif est de construire un jeu pour qu'il soit visité par les autres joueurs. Les joueurs sont libres de construire ce qu'ils souhaitent et de partager leur création avec le reste de la communauté du jeu. Il y a de nombreux types de jeux populaires : courses d'obstacles (obbys), tycoons (simulations), simulations de tir, escape games, et plusieurs autres comme les RP.
Les joueurs, lorsqu'ils visitent un jeu, contrôlent leur personnage. Il est possible de modifier l'apparence de celui-ci en achetant divers objets comme des chapeaux, des vêtements, ou encore des visages. Ces objets peuvent être achetés avec des Robux, la monnaie virtuelle de Roblox. L'intégralité du jeu est modifiable, il est possible de créer ses propres scripts, textures et modèles pour les insérer dans un jeu.
En décembre 2012, Roblox comporte 320 millions d'utilisateurs et atteint 10 millions de visiteurs uniques par mois, en faisant le premier site de divertissement pour enfants selon comScore. En 2024, l'éditeur annonce que la plateforme compte 88,9 millions d'utilisateurs actifs quotidiens.

## Histoire et développement

### Débuts (1989-2002)
Interactive Physics, un logiciel de physique STEM, est publié par Knowledge Revolution, qui a été fondé par David Baszucki et Greg Baszucki. Son but était d'enseigner aux étudiants la physique dans un espace 2D, et va finalement devenir une influence dans la création de ROBLOX.

### Rachat par MSC software (1998)
En décembre 1998, Knowledge Revolution est vendu à MSC Software pour 20 millions de dollars.

### Développement et Bêta (2003-2006)
David Baszucki et Erik Cassel fondent en décembre 2003 Goblocks, puis le nom sera changé en Dynablock trois jours plus tard. Après un an de développement, Dynablocks fut renommé ROBLOX et fut lancé en version bêta en 2005. À cette époque, les joueurs pouvaient gagner des Roblox Points en complétant des mini-jeux « un joueur » créés par d'autres utilisateurs. En 2006, Roblox fut officiellement lancé et sa popularité est montée en flèche.

### Après la sortie (2006)
Début 2004, Roblox voit apparaître une monnaie, les « Roblox Points », d'abord utilisés de la même manière que les « Player Points », puis réservés à l'amélioration de son avatar, qui fut ensuite remplacé par les « Tickets (Tix) » et les « Robux ». Mi-2007, Roblox ajouta plus de personnalisation pour les avatars des joueurs, en ajoutant des articles comme des chapeaux. Les badges furent introduits le 22 décembre 2006, ainsi que la possibilité d'envoyer des demandes d'amitié à d'autres joueurs et d'envoyer et recevoir des messages. Les autres ajouts de 2006 sont la recherche de joueurs, de jeux, d'articles, de statistiques et d'inventaire.
En 2007, la personnalisation de son avatar devient possible. Fin janvier, la fonctionnalité de rapport d'abus est introduite, avec la capacité pour chaque utilisateur de rapporter du contenu inapproprié grâce aux boutons « Report Abuse » disséminés à travers le site. En mars 2007, Roblox devint conforme à la COPPA, avec l'ajout d'un tchat sécurisé, un changement qui a fait que les utilisateurs ayant indiqué être en dessous de 13 ans lors de l'inscription sont seulement en mesure de communiquer en sélectionnant des messages prédéfinis depuis le menu. En août 2007, Roblox ajouta le « Builders Club », un abonnement, et appliqua des améliorations aux serveurs[source secondaire nécessaire].
Le 14 avril 2016 le Ticket a été retiré laissant le Robux comme seule monnaie du jeu.
En 2018, Roblox et le français Yubo se lient conjointement aux efforts du eSafety Commissioner’s Tier 1, en Australie, pour la protection des enfants en ligne.
En décembre 2020, Roblox Corporation annonce le rachat de la start-up Loom.ai, spécialisée dans la création d'avatars virtuels. La technologie de Loom.ai permet par exemple l'apprentissage automatique, qui rend les avatars capables d'apprendre et de reproduire les traits de personnalité de leur utilisateur.

## Monnaie virtuelle deRoblox
Roblox utilise une seule monnaie virtuelle : les Robux. Toutes les transactions sur la plateforme s'effectuent avec cette monnaie. Les joueurs peuvent en gagner en créant des jeux, et plus leurs jeux sont populaires, plus ils peuvent accumuler des Robux. Cette monnaie peut être utilisée pour promouvoir ses propres jeux sur le site grâce à des publicités.
Par le passé, une autre monnaie virtuelle appelée Tickets (ou Tix) existait, mais elle a été retirée le 14 avril 2016. Les Tickets étaient beaucoup moins chers que les Robux : il fallait 20 Tickets pour obtenir un Robux. Cependant, ce système a conduit à une baisse des profits pour Roblox, car les joueurs recevaient 10 Tickets par jour simplement en se connectant. Certains utilisateurs inactifs depuis des années ont accumulé d'importantes quantités de Tickets, qu'ils ont ensuite convertis en Robux.
Pour marquer la fin des Tickets, un événement intitulé The Tixapalooza a eu lieu du 1er au 15 mars 2016. Cet événement permettait aux joueurs d'acheter des objets à bas prix inspirés des Tickets.

## Avatar

### R6
Le R6 est le premier type d'avatar proposé par Roblox. Celui-ci est composé de 6 membres; la tête, le torse, les jambes et les bras.

### R15
Le R15 est le deuxième type d'avatar proposé par Roblox. Il a été mis en ligne le 19 août 2016. Comme son nom l'indique, il est composé de 15 parties : la tête, les bras, les avant-bras, les mains, le torse, la taille, les cuisses, les jambes, ce qui a pour conséquence de permettre à l'avatar de plier ses membres. Cela lui permet aussi de faire des poses qui étaient impossible ou irréalistes avec le R6.

### Rthro
Le Rthro est le troisième type d'avatar proposé par Roblox. Il a été introduit le 24 octobre 2018. Comme le R15, il a 15 parties. Cependant, il a une forme humanoïde tandis que ses prédécesseurs avaient une forme de bloc.

## Roblox Studio
Roblox Studio est le logiciel pour créer des jeux jouables du site internet de Roblox. Celui-ci permet à l'utilisateur à la fois de créer l'environnement, mais également de faire de la programmation en langage Lua. En outre, il met à disposition une bibliothèque d'éléments de décoration créée par les autres utilisateurs.

### Programme d'échange DevEX
Lorsqu'un jeu devient connu, le créateur peut commencer à avoir beaucoup de Robux. Mais, s'il a l'abonnement Premium et 13 ans, il a la possibilité d'échanger ses Robux contre de l'argent réel (en dollars américains).
Le seuil d'échange commence à 50 000 Robux pour $175.00 USD. Ce qui fait que les créateurs les plus connus peuvent amasser plusieurs millions de dollars par an. Par exemple, Uplift Games, l'équipe de développeurs de Adopt Me! ont amassé plus de 50 millions de dollars en 2021 grâce aux micro-transactions en Robux[réf. nécessaire].

## Groupes
Les joueurs ont la possibilité de créer des groupes de discussion constitués des personnes de la liste d'amis des joueurs.

## Premium (anciennement Builders Club)
Le « Premium » est l'abonnement de Roblox. Il donne plusieurs avantages aux joueurs qui se le procurent tels qu'obtenir des Robux gratuits chaque mois, la possibilité d'adhérer à plus de groupes, et plusieurs autres bonus.

## Plateformes
Roblox est disponible sur Microsoft Windows, iOS, macOS, Xbox One, Fire OS Android, Playsation, Oculus Rift et HTC Vive (casques de réalité virtuelle).

### Compatibilité
L'utilisateur créant un jeu ROBLOX peut choisir sur quels appareils son jeu peut être joué : il peut sélectionner l'accès à « Ordinateur », « Mobile », « Tablette », « Console », et « VR ».

## Évènements

### Concerts virtuels
Les joueurs peuvent accéder à des concerts virtuels sur la plateforme. Les concerts durent généralement entre une dizaine et une vingtaine de minutes et permettent aux joueurs de se déplacer dans un univers interactif tout en écoutant plusieurs musiques interprétées par les avatars virtuels des artistes. Les mouvements des artistes sont enregistrés grâce à la technologie de la motion-capture.
- En novembre 2020 : Lil Nas X participe à son premier concert virtuel The Lil Nas X Experience sur la plateforme Roblox. Sur une période de deux jours, le nombre de vues est estimé à 33 millions[11].
- En septembre 2021 : le groupe Twenty One Pilots propose un concert virtuel appelé The Twenty One Pilots Concert Experience[12],[13].

### Cérémonies
- En février 2022 : Roblox organise une soirée autour des Brit Awards 2022, The BRIT Awards VIP Party en compagnie de la chanteuse PinkPantheress. Un concert exclusif donné par la chanteuse a lieu en fin de soirée[14].

### Autres
- En décembre 2021 : un monde, l'île Paris World, est créé à l'image de la jet-setteuse Paris Hilton. Le soir du Nouvel an, un DJ set de la star est joué[15].

## Produits dérivés

### Figurines
En janvier 2017, Jazwares, un fabricant de jouets, s'est associé à Roblox Corporation pour produire des figurines de jouets basées sur un contenu généré par l'utilisateur créé par de grands développeurs sur la plate-forme. Les jouets ont été annoncés sur le blog de Roblox en février 2017. Les figurines avaient des membres et des articulations similaires à ceux des figurines Lego. Les figurines avaient aussi des membres et des accessoires interchangeables. La première série contenait 40 figurines en tout, vendues par séries de trois ou six, ou minifigures individuelles. Tous ces ensembles incluaient un code pouvant être utilisé pour échanger des éléments virtuels,. En août 2017, Roblox a annoncé la deuxième série de figurines, présentant 40 figurines supplémentaires de personnages de jeux populaires sur la plate-forme, ainsi que les avatars en ligne de développeurs populaires. Il y a aussi des boîtes mystère contenant des figurines aléatoires et pouvant contenir une figure mystérieuse.

## Galerie

Logo de Roblox en 2004.
Logo de Roblox de 2005 à 2006.
Logo de Roblox de 2006 à 2016.
Logo de Roblox de 2017 à 2019.
Logo de Roblox de 2019 à 2022.
Logo de Roblox depuis 2022.
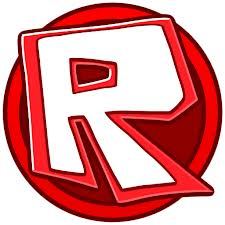
Icône de Roblox de 2006 à 2016.
Icône de Roblox de 2017 à 2019.
Icône de Roblox de 2019 à 2022 (Silver logo).
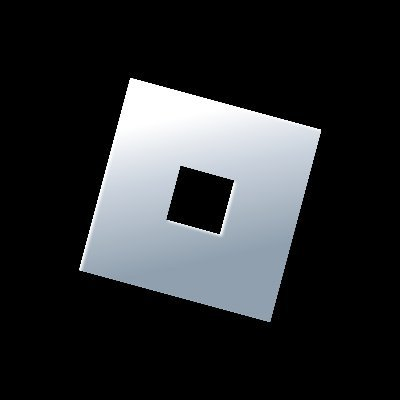
Icône de Roblox de 2022 à 2025.
Icône de Roblox depuis 2025
Icône de Roblox Studio de 2017 à 2021.
Icône de Roblox Studio de 2021 à 2022.
Icône de Roblox Studio de 2022 à 2025.
Icône de Roblox Studio depuis 2025.
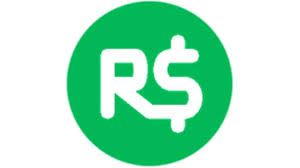
Icône de monnaie de Roblox (Robux) jusqu'en 2019.
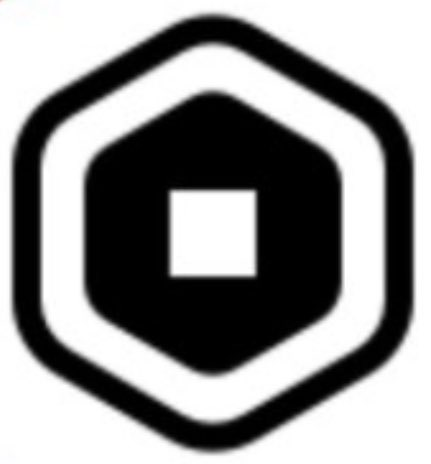
Icône de monnaie de Roblox (Robux) à partir de 2019.
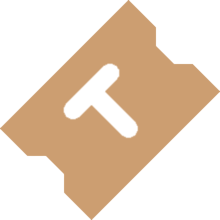
Icône du Tix entre 2014 et 2016.